# Xenochodaeus musculus
Xenochodaeus musculus är en skalbaggsart som beskrevs av Thomas Say 1835. Xenochodaeus musculus ingår i släktet Xenochodaeus och familjen Ochodaeidae. Inga underarter finns listade i Catalogue of Life.